# Горшков, Владимир Николаевич
Владимир Николаевич Горшков (27 июля 1930, Новгород — 14 апреля 2018, Москва) — советский военачальник, организатор строительства специальных объектов, начальник Военно-строительного управления (1979—1983) и 15-го Главного управления Комитета государственной безопасности СССР (1983—1991), лауреат Государственной премии СССР, генерал-лейтенант.

## Биография
Родился 27 июля 1930 года в городе Новгород (ныне — Великий Новгород) Ленинградской (ныне — Новгородской) области.
Служил в органах государственной безопасности. В 1974—1979 годах занимал должность заместителя начальника 15-го Главного управления Комитета государственной безопасности при Совете Министров СССР (с июля 1978 года — КГБ СССР), которое отвечало за обслуживание и охрану высокозащищённых запасных пунктов управления (ЗПУ) высших органов власти и управления на особый период и военное время.
В 1979—1983 годах — начальник Военно-строительного управления (ВСУ) КГБ СССР.
Под его руководством и при его непосредственном участии инженерно-техническими частями ВСУ в конце 1970-х годов были возобновлены работы по реконструкции дома № 2 на площади Дзержинского (ныне — Лубянская площадь), которые были завершены в 1986 году, при этом правая и левая половины здания приобрели целостный вид.
В 1979—1982 годах для КГБ СССР под руководством архитекторов Палуя Б. В., Макаревича Г. В., заместителя Председателя КГБ генерал-полковника Ермакова М. И., начальника ВСУ КГБ генерал-лейтенанта Горшкова В. Н. и других специалистов было дополнительно построено здание по адресу: улица Кузнецкий мост, дом 24.
В феврале 1983 — декабре 1991 года — начальник 15-го Главного управления КГБ СССР.
Участник ликвидации последствий Аварии на Чернобыльской АЭС, произошедшей в ночь с 25 на 26 апреля 1986 года.
В 1991—1992 годах — начальник Главного мобилизационно-эксплуатационного управления Межреспубликанской службы безопасности СССР. В 1992—1993 годах — начальник Мобилизационно-эксплуатационного управления Министерства безопасности Российской Федерации.
В дальнейшем вышел в отставку (по достижении предельного возраста пребывания на военной службе).
Жил в Москве. Умер 14 апреля 2018 года. Похоронен в Москве на Троекуровском кладбище.
Лауреат Государственной премии СССР.
Генерал-лейтенант.

## Награды
- орден Ленина (27.03.1989);
- другие ордена СССР;
- медали СССР и Российской Федерации.

## Семья
Был женат.
Сын — Андрей Владимирович Горшков, сотрудник Первого главного управления КГБ СССР.
Внучка — Анна Горшкова (1983 г.р.) — российская киноактриса и фотомодель.

## Память
Имя выбито на памятной доске, которая установлена на здании ФСБ России в Москве по адресу: улица Кузнецкий мост, дом 24.